# Głuchowo (Szamotuły)
Pour les articles homonymes, voir Głuchowo.
Głuchowo (prononciation : [ɡwuˈxɔvɔ]) est un village polonais de la gmina de Wronki dans le powiat de Szamotuły de la voïvodie de Grande-Pologne dans le centre-ouest de la Pologne.
Il se situe à environ 7 kilomètres au sud-ouest de Wronki (siège de la gmina), 18 kilomètres à l'ouest de Szamotuły (siège du powiat), et à 48 kilomètres au nord-ouest de Poznań (capitale de la Grande-Pologne).

## Histoire
De 1975 à 1998, le village faisait partie du territoire de la voïvodie de Piła.

Depuis 1999, Głuchowo est situé dans la voïvodie de Grande-Pologne.
Le village possède une population de 99 habitants en 2007.